# Relator (Römische Kurie)
Der Relator ist ein Amt innerhalb der Römischen Kurie, welches dem eines Untersuchungsrichters nahe kommt. 

## Aufgaben
Zu den Aufgaben eines Relators gehört unter anderem die Überprüfung von Unterlagen in Seligsprechungsverfahren und die Anhörung von Zeugen.
Bei Synoden fungiert er als Vermittler und Berichterstatter, welcher Berichte vor und nach einer Synode sowie die Abstimmungsvorlagen vorbereitet.

## Beispiele von Relatoren
- Peter Gumpel für die Seligsprechung von Pius XII. (1984–2013)[2]
- Jean-Claude Hollerich, Generalrelator der Bischofssynode 2021[3]